# John Potter (Bischof)

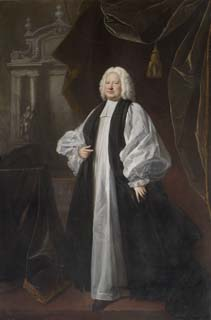
John Potter

John Potter (* um 1674 in Wakefield, Yorkshire; † 10. Oktober 1747) war von 1737 bis zu seinem Tode 1747 Erzbischof von Canterbury. Potter war verheiratet mit Elizabeth Venner.

## Leben
John Potter war der Sohn eines Weißwarenhändlers aus Wakefield (Yorkshire). Mit vierzehn Jahren trat er dem University College in Oxford bei. Ab 1694 war er Dozent am Lincoln College in Oxford. 1704 wurde er Kaplan unter Erzbischof Thomas Tenison. Gut zehn Jahre später 1715 wurde er Bischof von Oxford.
Er publizierte mehrere theologische Werke, unter anderem 1707 die „Abhandlung über die Regierung der Kirche“ (Discourse on Church Government), und er nahm eine prominente Rolle in der Auseinandersetzung mit Benjamin Hoadly, Bischof von Bangor, ein. Von 1708 bis 1737 war er Königlicher Theologieprofessor an der Universität Oxford (Regius Professor of Divinity). In dieser Funktion hatte er 1737 eine Unterredung mit Nikolaus Ludwig von Zinzendorf. Potter war ein Anhänger der Whigs. Er wurde am 9. Februar 1737 zum Erzbischof von Canterbury ernannt.